# Buga-csatorna

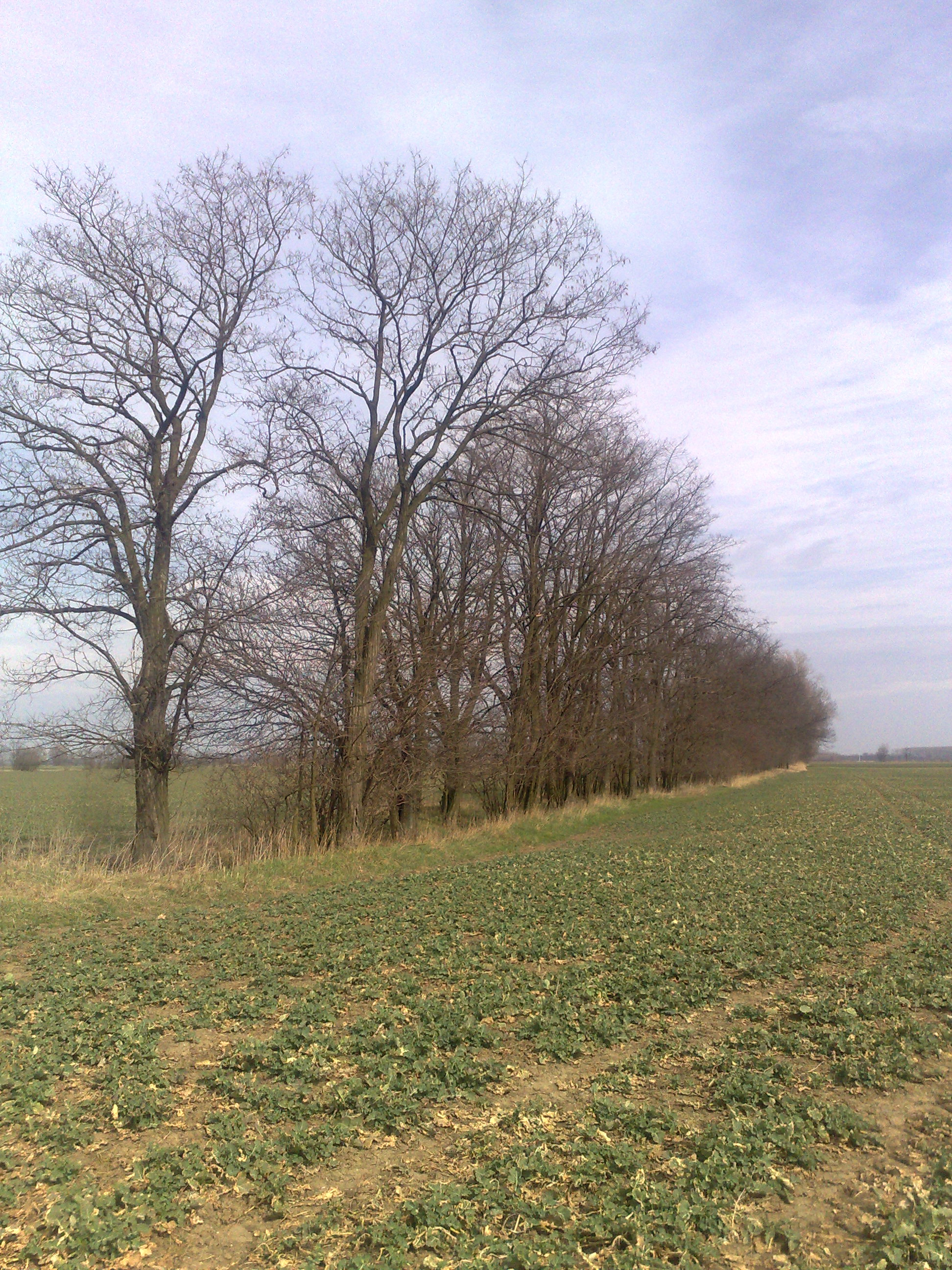
A Buga-csatorna indulása

 A Buga-csatorna a Rábaköz egyik jelentős belvízlevezető csatornája. Szany község határában, az egererdőhöz közel sekély, öreg akácokkal szegélyezett árokként indul keleti irányban, a Szany községet a 86-os úttal összekötő országútnál már 5 méter széles és 1,5 méter mély, Egyed határában pedig eléri teljes, 6 méteres szélességét és 2 méteres mélységét. A csatorna átfolyik a községen, majd északkelet felé vezet tovább s Árpás és Rábapordány között egyesül a Kepés-Lesvári-főcsatornával, amely a Rábcába, a Rábca pedig a Mosoni-Dunába viszi a vizét.

## Története
A mély fekvésű Rábaközben gazdálkodó földművesek évszázadok óta belvízlevezető árkokat ástak, hogy esős esztendőkben is meg tudják védeni földjeiket a belvíztől. Ezek az árkok behálózták a szántóföldeket és kísérték a fontosabb utakat is. A 19. század végén, a Rába szabályozását követően alakították ki a jelenleg is meglévő csatornarendszert, amely – ha megfelelően karbantartják –, képes arra, hogy a legcsapadékosabb években is a Rábába és a Rábcába vezesse a térség belvizeit. Ekkor alakították ki a Buga-csatornát is jelenlegi formájában. A 20. század első felében a csatornarendszert szigorú szabályok szerint működtették, az árkokat, csatornákat "kirendelt" munkaerővel rendszeresen tisztították, mélyítették. 
A Buga-csatorna – az érintett települések lakóinak szóhasználatával a vármegyei árok, helyi tájszólással megyárok vagy vármegyárok  – egészen az 1970-es évek végéig jelentős mennyiségű vizet szállított, de az utóbbi évtizedekben csak ritkán telik meg, medre többnyire száraz, cserjék, gyomok borítják. Rendszeres karbantartásáról az ezredforduló óta nem gondoskodnak.  

## Külső hivatkozások
Szennyvízbefogadó élővizek 